# Antoine Quentin Fouquier-Tinville
Antoine Quentin Fouquier de Tinville (12. června 1746, Hérouel (dnes Foreste, departement Aisne) – 7. května 1795, Paříž) byl francouzský revolucionář a veřejný žalobce revolučního tribunálu během francouzské revoluce. Dnes přeneseně symbol krutosti a bezcitnosti.

## Život
Fouquier de Tinville, který si během revoluce změnil jméno na Fouquier-Tinville, pocházel z bohaté rodiny staré francouzské šlechty. Studoval práva a od roku 1765 pracoval na královské státní prokuratuře. Roku 1774 zakoupil, po vyplacení bohatého dědictví, úřad státního návladního v Grand Châtelet a o rok později se oženil se svou sestřenicí, s kterou pak měl pět dětí. Po smrti své první ženy se oženil podruhé a roku 1783 musel opět úřad prodat. Vysoce zadlužen přijal místo u královské policie a roku 1789 se stal komisařem. Poté na přímluvu svého bratrance Camille Desmoulinse se stal 17. srpna 1792 předsedou sboru žalobců. Když byl založen revoluční tribunál (10. března 1793), byl Fouquier de Tinville jmenován veřejným žalobcem tribunálu a úřad vykonával až do 28. července 1794. Spolu s Robespierrem sloužil jako hlavní nástroj revolučního teroru. Navenek se kryl maskou nezávislosti, nestrannosti a neúplatnosti, ve skutečnosti jeho žaloby sledovaly směr politického větru a Robespierrových objednávek.
Nikdy však nehleděl na svůj osobní prospěch. Na smrt poslal více než 2400 nevinných, ať již byli hebertisty, girondisty, dantonisty či monarchisty. Mezi odsouzenými byl i jeho vlastní bratranec Camille Desmoulins a královna Marie-Antoinetta. Třebaže pocházel z šlechtické, králi věrné rodiny a s mnohými oběťmi byl v příbuzenském či přátelském vztahu, své obžaloby vznášel vždy tvrdě bez jakéhokoli pohnutí či slitování a nebral ohled na původ, stav, stáří či pohlaví obžalovaných. Osobně se podílel na Robespierrově pádu 27. července 1794, ale tímto dnem začal i jeho vlastní pád, neboť již 1. srpna 1794 byl na příkaz Národního konventu a osobního angažování Frérona zatčen a bylo s ním a 23 spoluobžalovanými zahájeno soudní řízení. Jeho obrana byla postavena na tvrzení, že všechny činy prováděl na příkaz Výboru pro veřejné blaho. V jednom z nejdelších procesů období revoluce, trvajícím 41 dní, byl odsouzen k trestu smrti a za obrovské účasti veřejnosti byl 7. května 1795 spolu s 15 spoluviníky popraven.
O neblahé proslulosti Fouquier-Tinvilla vypovídá i citát: „Cožpak se mezi námi nenajde jediný Fouquier-Tinville, který by zkrotil zdivočelé řady kontrarevolucionářů?“ V. I. Lenin (Dějiny 20. století, P. Johnson)